# Малайские белки
Малайские белки (лат. Lariscus) — род грызунов из подсемейства Callosciurinae семейства беличьих. Представители рода обитают в Юго-Восточной Азии.
Полосатые наземные беличьи.

## Классификация
База данных Американского общества маммологов (ASM Mammal Diversity Database) признаёт 4 вида малайских белок:
- Малайская белка (Lariscus hosei)
- Трёхполосая белка (Lariscus insignis)
- Ниобийская белка (Lariscus niobe)
- Ментавайская белка (Lariscus obscurus)